# Hojo Sadayuki
Hojo Sadayuki (Japans: 北条貞将) (1302 - 4 juli 1333) van de Hojo-clan was de twaalfde minamikata rokuhara tandai (hoofd binnenlandse veiligheid te Kioto) van 1324 tot 1330. Zijn vader was Hojo Sadaaki en zijn moeder was een dochter van Hojo Masamura. 
In 1333 kwam Ashikaga Takauji in opstand tegen de regerende Hojo-clan en viel Kioto aan. Nog datzelfde jaar werd de Hojo-clan verslagen bij het Beleg van Kamakura. Sadayuki werd op 4 juli gedood tijdens een gevecht. Zijn graf ligt te Kanazawa-ku, Yokohama.